# Новосельцев, Михаил Иванович
Михаил Иванович Новосельцев (12 февраля 1900, Рязанская область — 19 августа 1967, Душанбе) — ефрейтор Рабоче-крестьянской Красной Армии, участник Великой Отечественной войны, Герой Советского Союза (1944).

## Биография
Михаил Новосельцев родился 12 февраля 1900 года в селе Покровка (ныне — Шацкий район Рязанской области). Окончил начальную школу. В 1919 году Новосельцев был призван на службу в Рабоче-крестьянскую Красную Армию. Участвовал в боях Гражданской войны, после её окончания в 1922 году был демобилизован. В 1929 году уехал в Таджикскую ССР, работал в Сталинабадском горторге. В 1941 году Новосельцев повторно был призван в армию. С сентября 1943 года — на фронтах Великой Отечественной войны, командовал пулемётным расчётом 3-го эскадрона 62-го гвардейского кавалерийского полка 16-й гвардейской кавалерийской дивизии 7-го гвардейского кавалерийского корпуса Центрального фронта. Отличился во время битвы за Днепр.
21 сентября 1943 года в боях у населённого пункта Ивашковка Черниговской области Украинской ССР Новосельцев лично уничтожил вражеский пулемётный расчёт. В ночь с 27 на 28 сентября 1943 года расчёт Новосельцева переправился через Днепр в районе деревни Нивки Брагинского района Гомельской области Белорусской ССР и принял активное участие в боях за захват и удержание плацдарма на его западном берегу, продержавшись до переправы основных сил.
Указом Президиума Верховного Совета СССР «О присвоении звания Героя Советского Союза генералам, офицерскому, сержантскому и рядовому составу Красной Армии» от 15 января 1944 года за «образцовое выполнение боевых заданий командования на фронте борьбы с немецкими захватчиками и проявленными при этом отвагу и геройство» гвардии ефрейтор Михаил Новосельцев был удостоен высокого звания Героя Советского Союза с вручением ордена Ленина и медали «Золотая Звезда» за номером 892.
После окончания войны Новосельцев был демобилизован. Проживал в Душанбе, работал в пожарной охране. Умер 19 августа 1967 года, похоронен в Душанбе.
Был также награждён рядом медалей.